# Malý ostrov
Malý ostrov je přírodní rezervace v katastrálním území obce Kameničná v okrese Komárno v Nitranském kraji na Slovensku. Území bylo vyhlášeno v roce 1952 a jeho rozloha je 8,34 hektaru. Předmětem ochrany je fragment zachovalého lužního lesa s hnízdištěm vodních ptáků v zemědělsky využívané krajině Podunajské nížiny.